# Stellina (série télévisée d'animation)
 (janvier 2013).
Si vous disposez d'ouvrages ou d'articles de référence ou si vous connaissez des sites web de qualité traitant du thème abordé ici, merci de compléter l'article en donnant les références utiles à sa vérifiabilité et en les liant à la section « Notes et références ».
 (janvier 2017).
Pour l’article homonyme, voir Stellina.
Stellina est une série télévisée d'animation franco-italienne-hongkongaise en 26 épisodes de 21 minutes créée par Lucia Zei, diffusée en 2010 sur Rai et sur Canal+ Family, et du 14 décembre 2012 au 17 janvier 2013 sur France 5 dans Zouzous.

## Synopsis
Stellina, une fillette de 10 ans, vit dans un cirque dirigé par sa famille adoptive. Elle souhaite devenir acrobate mais est confrontée à une terrible assistante sociale qui veut l'envoyer dans un orphelinat. Stellina fait tout pour échapper à la traque de la police. Elle est confrontée au racisme de certaines personnes qu'elle rencontre.

## Personnages

### Personnages principaux
- Stellina (VFB : Aaricia Dubois) : jeune fille gitane de 10 ans, elle adore le monde du cirque, où elle a passé son enfance. Elle rêve de devenir acrobate, comme sa mère, morte pendant une représentation. Elle est rebelle, persévérante, courageuse et généreuse.
- Le furet : animal de compagnie de Stellina.

#### Les membres du cirque
- Nikos (VFB : Martin Spinhayer) : directeur du cirque, qui considère Stellina comme sa propre fille.
- Tataglio (VFB : Benoît Van Dorslaer) : clown très joyeux, qui est prêt à tout pour protéger Stellina.
- Marouchka : voyante qui lit souvent les cartes pour voir si Stellina est en danger.
- Macaroni : muet, il n'a pourtant pas vraiment de mal pour se faire comprendre. Il possède une grande force.

#### Les pensionnaires principales de l'orphelinat Sainte-Victoire
- Albertina (VFB : Véronique Fyon) : imposante avec un fort caractère, amie de Stellina.
- Thérésa (VFB : Micheline Tziamalis) : très fragile, elle souffre en plus d'un bégaiement qui lui vaut de nombreuses moqueries. Elle est soutenue par Stellina et Albertina. De plus, elle a été adoptée par une riche famille qui la rejette et la renvoie à l'orphelinat. Pendant l'incident avec Mme Rossini qui ne lui respecte pas la santé avec un aliment déconseillé, elle jette l'assiette sur celle-ci et elle se fait séquestrer par cette dernière pour la renvoyer à la maison de correction et elle sera sauvée lorsque le chef de la police apprend le non-respect de la santé de Thérésa par Mme Rossini.
- Sonia (VFB : Marie Van R) : grande peste, elle est tout de même sensible et peut se montrer très amicale. Elle sera adoptée par une famille.
- Laura : camarade de Sonia la plupart du temps.

#### Autres pensionnaires
- Armelle, Bérénice...

### Personnages secondaires
- Un jeune gamin du village : il témoigne la machination du fils du maire envers Stellina et le cirque.
- Giorgio : le garçon de ferme. Il aide Stellina à échapper à la police.
- Roberto : le garçon des rues. Ami de Tony et Lucas, il vient régulièrement leurs amener des enfants abandonnés. Il ne réapparaît pas après avoir livré Stellina aux bandits.
- Émir (VFB : Marie Van R) : ami de Stellina, il fait partie des enfants exploités par Tony et Lucas et une fois que ceux-ci ont battu en retraite, il revoit son papy.
- Les enfants exploités pour le vol par Tony et Lucas : on ne connaît pas leurs noms, sauf celui d'Emir, ils seront récupérés par la police et confier aux autorités après que Tony et Lucas sont battus en retraite.
- Alfredo : Le directeur de l'orphelinat de Sainte-Victoire travaillant dans une salle d'archivage, il dirige l'établissement. On l'entend très souvent jouer du piano, de jour comme de nuit, il a été suspendu une fois son administration pour avoir gracier Stellina, mais il a repris son poste lorsque Rossini n'a pas respecter la santé de Térésa avec un aliment déconseillé.
- Marcello : un jeune garçon, que Stellina rencontre lorsqu'elle est invitée par sa famille pour les vacances
- La famille de Marcello : les proches du garçon
- Les gitans : ils prennent soin de Stellina (sauf un qui est un traître)
- Le grand-père de Émir : il travaille à la foire et retrouve son petit enfant, après que Tony et Lucas sont battus en retraite
- La cavalière : elle aide Stellina à échapper à la police et Mme Ascoli
- La maîtresse Anna Decica : elle est douce avec Stellina et s'interpose contre Mme Ascoli et Mme Rossini
- Le conjoint de la maîtresse : il est journaliste et il se nomme Guildo
- Gala : la panthère de Stellina
- La cliente de l'hôtel et son chien : prend grand soin de son animal, mais elle méfiante sur Stellina par discrimination, elle est raciste.
- La famille de la cavalière : très alliée avec Stellina
- La louve : elle est amie avec Stellina et accusée d'avoir attaqué les animaux de ferme ; elle sera tuée par un chasseur et ses petits seront sauvés.
- Le fils de la maîtresse : amical envers Stellina et il se nomme Bruno.
- Les voisins de la maîtresse et leurs enfants : connaissance et allié avec Stellina
- Ross : un rocker
- Le serviteur de Ross : interposant sur ceux qui interceptent sur Ross
- La tante et son bouledogue : proche de la maîtresse et sa famille
- Les chasseurs et leurs chiens : ils cherchent à abattre la louve
- Le juge : Il apparaît a la dernière épisode et il a découvert Mme Rossini et Mme Ascoli avec la cruauté, la machination et le racisme sur Stellina et il la vire de son poste.

### Ennemis
- Le maire : c'est lui qui contacte Mme Ascoli pour envoyer Stellina à l'orphelinat. En plus il est raciste envers les gitans.
- Le fils du maire : Il est un enfant mauvais avec ses machinations envers Stellina et la troupe de Cirque pour que son père qui ferme cette ménagerie et il est raciste comme son père.
- Mme Ascoli : la redoutable assistante sociale, xénophobe envers les gitans (sauf un qui est corrompu). Elle est renvoyée de son poste par le juge au dernier épisode, après la découverte de sa maltraitance envers Stellina.
- Tony et Lucas : les bandits qui exploitent des enfants en les forçant à voler des touristes pour gagner de l'argent. Ils apprécient particulièrement Stellina pour ses talents d'acrobate. Ils ont voulu abandonner Emir et Stellina pour les envoyer à l'orphelinat mais c'est raté. À la seconde confrontation, ils forcent Stellina à commettre un cambriolage et une fois cela fait, ils ont tenté de tuer Stellina mais intervenu par Bruno et les 2 bandits sont mis hors état de nuire.
- Mme Rossini (VFB : Francine Laffineuse) : une terrifiante main de fer et sous direction et elle est discriminatoire et raciste et xénophobe envers Stellina et elle sera banni de l'orphelinat pour le non-respect de la santé de Térésa avec un aliment déconseillé.
- Les membres du personnel de l'orphelinat de Sainte-Victoire : ils sont sous ordre de Mme Rossini. Après que Rossini est bannie de l'orphelinat pour maltraitance, ils répondent aux ordres de Alfredo.
- La police : ils répondent aux ordres de maire, de Ascoli et de Rossini parfois.
- Le traître gitan : il est corrompu par Mme Ascoli, et sera excommunié pour sa trahison.
- Les concierges de la maîtresse Anna : un couple raciste envers Stellina.
- Les motards en cuirs : Ils agressent sans raison les jeunes et exploitent l'un d'eux de cambriolage. Ils seront neutralisés par les jeunes du quartier et ils seront placés en garde à vue.

## Liste des épisodes
1. Une étoile est née
2. L'Évasion
3. Perdue dans la montagne
4. Mauvaises Rencontres
5. Prise au piège
6. Fin de rêve
7. Bienvenue à Sainte Victoire
8. Dernier espoir
9. Les Adieux
10. Le Choix de Stellina
11. Les Meilleures Ennemies
12. Rébellion
13. Le Baiser de la panthère
14. Un jour au cirque
15. Marcello
16. Vif Argent
17. Ensemble
18. Orages
19. Une nouvelle vie
20. Complicités
21. Twist à Rome
22. Kidnapping
23. Ombres du passé
24. Noël sans Bruno
25. Nouvelle fugue
26. La Liberté de choisir

## Livres
- Stellina, Tome 1 : Une étoile est née !
- Stellina, Tome 2 : Le grand départ
- Stellina, Tome 3 : Perdue dans la montagne
- Stellina, Tome 4 : Mauvaises rencontres
- Stellina, Tome 5 : La petite acrobate
- Stellina, Tome 6 : Prise au piège
- Stellina, Tome 7 : Bienvenue à l'orphelinat !
- Stellina, Tome 8 : Un fol espoir

Les livres sont signés par Thomas Leclere, Françoise Boublil, Jean Helpert, Olivier Dehors. Leurs couvertures sont illustrées par Diane Le Feyer. 
Le service presse de Bayard Presse indique le 14 décembre 2016 que les autres tomes (suite et fin du récit) prévus en octobre 2011 n'ont pas été publiés. 